# 丁格爾 (愛達荷州)
丁格爾（英語：Dingle）是位於美國愛達荷州貝爾萊克縣的一個非建制地區。該地的面積和人口皆未知。

## 地理
丁格爾的座標為42°13′10″N 111°16′05″W / 42.21944°N 111.26806°W，而該地的平均海拔高度為1815.5米（即5955英尺）。